# 联邦信息安全办公室

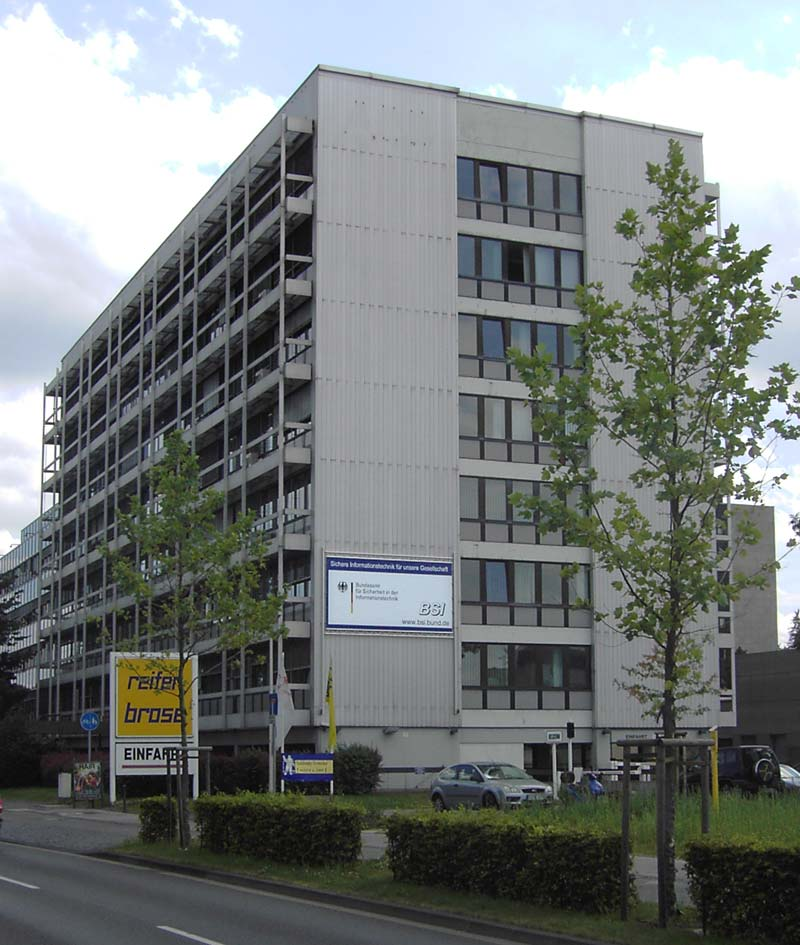
建设在德国波恩的总部

联邦信息安全办公室（德語：Bundesamt für Sicherheit in der Informationstechnik，缩写：BSI）是德国的顶级聯邦機構，負責为德國政府管理計算機和通信安全。其專業知識和責任領域包括計算機應用安全、關鍵基礎設施保護、互聯網安全、加密、反竊聽、安全產品認證和安全檢測實驗室認證。它位於德国波恩，有超過600名員工。它的現任主席于2016年2月1日就任，是前企業主管Arne Schönbohm，接替邁克爾·漢格成为主席。
BSI的前身是德國對外情報機構（聯邦情報局）的加密部門。BSI仍然研究加密算法，如Libelle密碼，並开始了Gpg4win加密套件的開發。

## 类似机构
BSI相應机构：
- 美国：國家標準技術研究所信息技術實驗室計算機安全部（CSD）
- 英国：政府通信总部
- 西班牙：國家通信技術研究所（INTECO）[2]

與這些組織不同，BSI專注於IT安全性，而不是一般IT標準專責機構的下屬部門。BSI與德國的情報组织是分离的，後者屬於軍事和對外情報部门（聯邦情報局，BND）。